# Делагарди, Понтус Фредрик
Граф Понтус Фредрик Делагарди (швед. Pontus Fredrik De la Gardie; 1726—1791) — шведский военный деятель, генерал.

## Биография
Родился 15 марта 1726 года в семье Магнуса Юлиуса Делагарди и его жены графини Хедвиг Катарины Лилли.

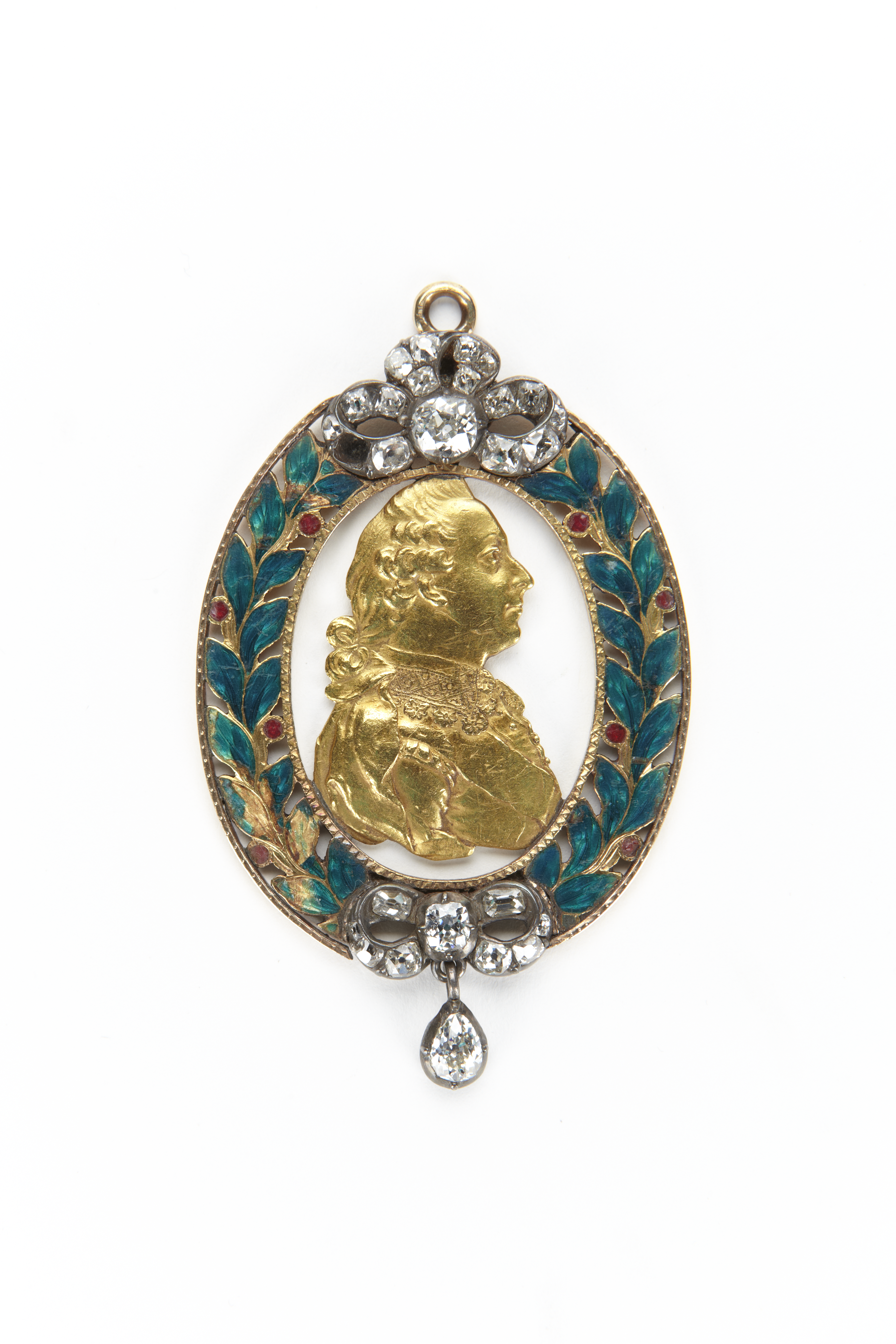
Знак Gustav III:s faddertecken

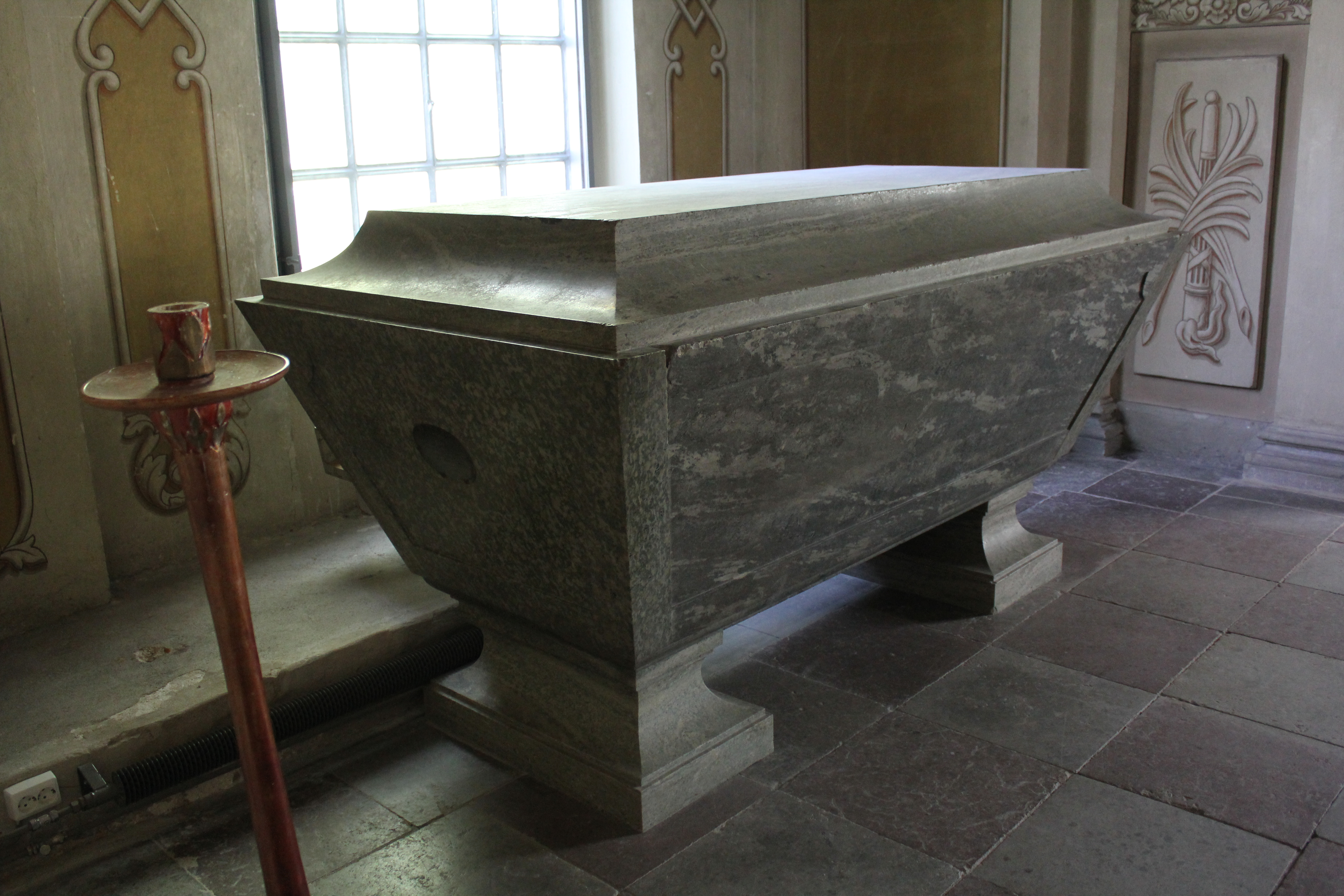
Саркофаг Понтуса Фредрика Делагарди в церкви Veckholms kyrka

Понтус Фредерик поступил на французскую службу в 1744 году в Королевский шведский полк Королевский Суэдуа и в том же стал кавалеристом в Royal Allemagne. В 1747 году он вернулся на сугубо шведскую военную службу и стал капралом в Livdrabantkåren. В 1749 году он стал генерал-адъютантом, в 1757 году — лейтенантом, а затем полковником и генерал-майором, служил некоторое время адъютантом короля Адольфа Фредрика. 
Перейдя на гражданскую службу, Понтус Фредрик Делагарди служил при дворе, был удостоен знака Gustav III:s faddertecken и был удостоен титула En av rikets herrar. Делагарди стал одним из основателей Шведской Королевской академии музыки и её членом за номером 19.
Умер 7 августа 1791 года.
Был награждён:
- Орденом Меча: рыцарь (13 января 1755) и командор (21 ноября 1773),
- Знаком Gustav III:s faddertecken и тиутлом «Одного из лордов королевства» (27 декабря 1778).

### Семья
- Первым браком (в 1748 году) был женат на Катарине Шарлотте Делагарди. Из троих родившихся детей выжила только Ульрика Хедвига Шарлотта, дожившая до 19 лет. Два сына умерли в младенчестве.
- Во втором браке (с 1765 года) был женат на Хедвиге Еве Делагарди. У них родились: Якоб Густав Делагарди (1768–1842) и Аксель Габриэль Делагарди (1772–1838).